# Бордештій-де-Жос
Бордештій-де-Жос (рум. Bordeștii de Jos) — село у повіті Вранча в Румунії. Входить до складу комуни Бордешть.
Село розташоване на відстані 143 км на північний схід від Бухареста, 21 км на південний захід від Фокшан, 78 км на захід від Галаца, 111 км на схід від Брашова.

## Населення
За даними перепису населення 2002 року у селі проживали 544 особи, усі — румуни. Усі жителі села рідною мовою назвали румунську.